# Джанні Інфантіно
Джанні Інфантіно (італ. Gianni Infantino, 23 березня 1970 року, Бриг, Швейцарія) — юрист, футбольний функціонер. З 26 лютого 2016 року президент ФІФА. У 2019 році був переобраний на другий термін, який триває до 2023 року. Згідно з регламентом ФІФА, Інфантіно може обіймати посаду президента до 2031 року. В минулому заступник генерального секретаря УЄФА та голова Управління з правових питань (2007—2009), виконувач обов'язків директора-розпорядника УЄФА (лютий — травень 2007), голова Відділу юриспруденції та ліцензування УЄФА (2004 — 2007), генеральний секретар УЄФА (2009—2016).

## Біографія
Народився 23 березня 1970 року в м. Бриг.
Дипломований адвокат, володіє кількома мовами, одружений, має трьох дітей і впевнений, що:
|              | Футбол — це пристрасть, футбол — це емоції, футбол — це толерантність, футбол — це повага, футбол — це… магія! |
| — Інфантіно, | |

До переходу в УЄФА Джанні Інфантіно працював генеральним секретарем Міжнародного центру вивчення спорту (CIES) при Університеті Невшателя, а раніше обіймав посаду радника в різних футбольних організаціях, у тому числі — у професійних лігах Італії, Іспанії та Швейцарії.
У Європейському футбольному союзі Інфантіно працює з серпня 2000 року, у його компетенцію входять юридичні та комерційні питання, а також проблеми професійного футболу. Із січня 2004 року очолював Відділ юриспруденції та ліцензування УЄФА. Виконував обов'язки директора-розпорядника, потім заступника генерального секретаря. Найчастіше проводив жеребкування Ліги Чемпіонів та Ліги Європи. З 1 жовтня 2009 року до 26 лютого 2016 року обіймав посаду генерального секретаря УЄФА.
26 лютого 2016 року обраний президентом ФІФА на трирічний термін до 2019 року. У 2019 році був переобраний на другий термін, який триває до 2023 року. Інфантіно може обіймати цю посаду до 2031 року.